# Башня
Ба́шня — инженерное сооружение, отличающееся значительным преобладанием высоты над стороной или диаметром основания. Башни могут быть отдельно стоящими или соединёнными с другим зданием или стеной. Ствол башни может быть сплошным (у каменных и железобетонных конструкций) или сквозным, а в сечении круглым, квадратным, многоугольным, встречаются также сечения других форм.

## Особенности конструкции
Иногда в качестве основных отличий башни от других высоких строений рассматриваются отсутствие оттяжек (консольная конструкция, закреплённая только в основании) и крайне небольшой внутренний объём: иногда весь объём башни бывает занят одной только лестницей. От башен отличают мачты, устойчивость которых поддерживается растяжками. Из-под второй части определения явно выпадают крепостные башни.
В силу основной особенности конструкции (большая высота при относительно малой площади основания) для башен велика угроза крена в результате неравномерной осадки. Классическим примером башенного сооружения, накренившегося из-за неравномерного проседания почвы, является Пизанская башня — кампанила, строившаяся с последней четверти XII до середины XIV века. Немедленно по завершении строительства темп её крена составлял 12,5 мм/г, после укрепления основания цементом в 1934 году он снизился примерно до 1 мм/г. Другая известная наклонная башня в Италии — Ла Гаризенда в Болонье, для которой показатель крена i (вычисляемый как отношение разности осадки в крайних точках периметра к ширине или диаметру фундамента) составляет 0,048. Башни также подвержены значительным метеорологическим нагрузкам, включая давление ветра, температурную деформацию, сезонную дополнительную массу, связанную с обледенением. При строительстве для расчёта башни применяются общие правила строительной механики; производится динамический расчёт и расчёт статический — на прочность, устойчивость и деформативность.

## Назначение
Башни применялись в гражданской, военной и церковной архитектуре и имели самые различные назначения. В крепостях и замках они служили для обороны и наблюдения за неприятелем, в церквях — для подвешивания колоколов, в системах водоснабжения — для помещения водяных резервуаров, в обсерваториях — для астрономических наблюдений, в ратушах, думах, вокзалах и тому подобных общественных сооружениях — для помещения часов; в полицейских частях — для вывешивания разных сигналов, например, флагов, шаров, фонарей и наблюдения за городом в пожарном отношении; в оптическом телеграфе — для помещения сигнальных аппаратов, и наконец в морском деле — для зажигания ночью вестовых огней и помещения паровых ревунов и свистков, для предупреждения кораблей во время тумана. Все это назначения полезные. Но очень часто башни строились также или для красоты или, чтобы с высоты их любоваться окрестными видами и наконец просто во имя требования симметрии.
- Антенные опоры (башенные или антенно-мачтовые сооружения);
- Смотровые башни (каланчи и т. п.);
- Маяки;
- Беффруа, колокольни, минареты;
- Оборонительные башни: сторожевая башня и крепостная башня.
- Осадные башни;
- Водонапорные башни;
- Телебашни;
- и т. д.

Для стальных башен (таких как Шуховская башня в Москве) характерна сквозная пространственно-стержневая конструкция. Башни, не имеющие внутреннего объёма вообще (ферменные конструкции), также называют вышками. Наиболее часто вышки используются для расположения на них антенно-фидерного оборудования. Например, операторы сотовой связи размещают на башнях радиорелейные антенны. При высоте антенно-мачтового сооружения (АМС) более 45 метров требуется установка системы светоограждения. Это требование Руководства по эксплуатации гражданских аэродромов РФ (РЭГА РФ-94) для обеспечения безопасности полётов.

## Этимология
Согласно этимологическому словарю Фасмера, слово «башня» пришло в русский язык из итальянского (итал. bastia — «бастион, укрепление») через посредничество западнославянских языков (пол. baszta, чеш. bašta) с добавлением славянского суффикса [-nja]. Более раннюю употреблявшуюся форму слова — «башта» — использует Нестор Искандер (XVI век). Согласно автору труда по истории инженерного искусства в России Ф. Ф. Ласковскому, слово «башня» впервые встречается в XVI веке, в сказаниях князя Курбского; до тех пор употребляли в смысле «башня» слова «вежа», «столп», «костерь» и «стрельница».
Писатель и переводчик А. Ф. Рихтер (XVIII век) в своей работе «Исследования о влиянии монголо-татар на Россию» приписывает тюркское происхождению слову «башня». По утверждениям татарских лингвистов, слово «башня» так же, как и слово «башка» происходит от тюркского баш — «голова», «вверх», «вершина» с добавлением суффикса -ня. Стоит упомянуть, что в русском языке известно около 23 слов, кроме самого слова «башня», которые начинаются на баш, и все они имеют тюркское происхождение: башка, башкир, башмак, башлык, баштан, башнер и т. д..

## История

### Древнейший период
Время появления башен в архитектуре определить сложно. Башня была одной из первых форм жилища, появившихся вслед за шалашом или первобытной хижиной. Обычай строить жилища в форме башни сохранился на протяжении долгого времени в некоторых горных районах (например, в Сванетии). Возведение жилых башен обусловливалось необходимостью защиты от врагов и диких зверей. Древнейшее башнеобразное сооружение (изначально около 8 м высотой) обнаружено археологами в Иерихоне. Оно построено в неолите и датируется VIII тысячелетием до н. э.
Глубочайшая древность возведения башен подтверждается существованием башен во многих древнейших архитектурах, ролью, которую башни играют в культуре, мифологии и религии. Так, на первых страницах книги Бытия повествуется о построении колоссальной «Вавилонской башни». Вероятно, в основу библейского образа легли реальные зиккураты — ступенчатые пирамидальные башни, возводившиеся в Месопотамии с III тысячелетия до н. э. Для жителей Месопотамии они в свою очередь были своего рода моделью Вселенной, представляемой в виде мировой горы, через которую проходит ось, связывающая небеса, землю и подземный мир. Башни строились из глины, дерева, камня и железа разнообразных форм: круглые, многоугольные и четырёхугольные заканчивались остроконечной крышей или площадкой, обнесённой зубцами.
Башни играли значительную роль в военной городской архитектуре разных народов вплоть до XIX века. Исторически они, вероятно, помимо оборонительной, играли также культовую роль; с этой точки зрения в качестве их предшественников могут рассматриваться менгиры — мегалитические столбообразные сооружения. По-видимому, культовую функцию выполняла уже Иерихонская башня: её вход строго ориентирован по направлению тени от близлежащей годы, что указывает на существование солярного культа.

### Античность
Древнейшие примеры башен в египетских и вавилоно-ассирийских крепостях известны по многочисленным изображениям. Они были прямоугольной формы, увенчивались сверху зубцами и порой достигали значительных размеров. Греки и римляне также усиливали оборону своих крепостей большими зубчатыми четырёхугольными башнями. У римлян, кроме того употреблялись при осадах подвижные деревянные осадные башни в несколько этажей, покрытые сырыми кожами для защиты от поджога. Внизу помещался «баран», которым осаждающие старались разбить основание стены, а вверху солдаты сражались с защитниками крепости и иногда перебегали на стену для рукопашного боя.
Отдельную функцию выполняли сигнальные башни (маяки), в число которых входил Александрийский маяк, признанный чудом света. Высота этой восьмигранной башни составляла около 80 м (с учётом высоты основания и дворцового комплекса, над которым она была надстроена — от 120 до 180), а свет маяка, по разным оценкам, был виден на расстоянии от 55 до 100 км.

### Средневековье
Башни были важной частью церковной архитектуры в средневековой Европе. Церковные башни часто выполняли функцию колоколен. Башня не сразу стала частью архитектуры христианских церквей — так, в раннехристианских базиликах башни практически отсутствовали, за исключением некоторых храмов в Сирии. Проникновение башен в христианское церковное зодчество произошло в раннем Средневековье, первыми яркими образцами новой архитектуры стали базилики Св. Мартина в Туре и в Анже, храм монастыря Сен-Рикье и церковь Св. Михаила в Хильдесхайме. В последнем случае возможно, что образцом для храма стала светская оборонительная архитектура — основная башня, фланкированная двумя более низкими. В исламской храмовой архитектуре форму башни имели минареты.
В гражданской архитектуре, прежде всего в городских ратушах, на башнях часто размещали часы, имелись также башни инженерного назначения (водонапорные). Башни укреплённых городов и замков существенно усиливали оборону крепостных стен. Выдаваясь вперёд от плоскости стены, они позволяли вести обстрел по неприятелю не только с лицевой стороны, но и с боков. Поэтому башни пристраивали по углам крепости и в середине, если длина стены превышала дальность полёта стрелы (около 150 щитов). Башни обычно значительно превышали высоту городской стены и составляли несколько этажей с открытой оборонною площадкой наверху. На уровне средних этажей пробивались «стрельницы» или «бойницы» — узкие отверстия для стрельбы. Высочайшая башня рыцарского замка, донжон, в отличие от остальных обыкновенно была отдельно стоящей.
В исламском зодчестве и на Руси крепостные башни были заимствованы из архитектуры Византийской империи. Поскольку массивные каменные храмы в средние века использовались также для обороны от нападений неприятеля, прорвавшегося за городские стены, то к зданию храма или невдалеке от него пристраивали одну или несколько башен, которые использовались для военных целей и в качестве наблюдательных вышек. На этих вышках колокола созывали на богослужение или оповещали население о грозящей опасности (пожар, война и др.).
Помимо этого, из башен наблюдательные отряды завоёванной территории посредством условных знаков передавали сообщения. Уже в античные времена возникли и осуществлялись предложения об установке на башнях часов (Башня Ветров в Афинах, I в. до н. э.), но только с изобретением в средние века часов механических, эта идея нашла массовое применение на практике. Часовые механизмы устанавливались как правило на ратушах, позднее, уже в новое время — на зданиях вокзалов и прочих важных городских строениях.

### Ренессанс и барокко
С появлением огнестрельного оружия и усовершенствованием артиллерии башни заменены бастионами. Предпринимались попытки укрепить башни согласно новой военной науке. В конце XVI века Альбрехт Дюрер предлагал различные системы башен, приспособленные к огнестрельной обороне, затем этим вопросом занимались Блез Паган, Марк Рене де Монталамбер и позднее австрийский эрцгерцог Максимилиан.
В целом в эпоху Возрождения роль башен в архитектуре снизилась, но они пережили новый расцвет в архитектуре барокко в XVII—XVIII веках.

### Новое и Новейшее время
Усовершенствование и распространение нарезных орудий в XIX веке преобразили башни. Металлические, броненосные и вращающиеся оборонные башни ставились на важных местах, где обыкновенная система укреплений из-за тесноты не позволяла нанести желаемый обстрел противнику. Идея железных вращающихся башен принадлежит капитану Кользу (1854). Затем предложено было много разных систем подобных башен, как для сухопутной обороны, так и для флота. Из них в конце XIX века была наиболее употребительной система Грузона. Его башня цилиндрической фирмы диаметром до 20 футов с купольной крышей вела бой с 1—2 орудиями. Башня приводилась в движение по рельсам (система зубчатых колёс и шестерня) 4 людьми, помещёнными в особой подбашенном «кармане». Башня на 5,5 футов возвышалась над земляным валом.
Широкое распространение стальных конструкций к концу XIX века позволило значительно увеличить высоту строений. Первым сооружением, в котором был в полной мере раскрыт потенциал стали как строительного материала, стала Эйфелева башня, возведённая в Париже к Всемирной выставке 1889 года. Высота этой башни составила 352 м. Эйфелева башня положила начало популярности смотровых башен как объектов туризма. Во второй половине XX века такие сооружения, в отличие от Эйфелевой башни, имели преимущественно утилитарную цилиндрическую форму на большей части своей высоты, не претендуя одновременно на роль произведений искусства. Примерами современных смотровых башен в Северной Америке могут служить Спейс-Нидл (Сиэтл, 1961) и Си-Эн Тауэр (Торонто, 1976). Построенная в 2012 году в Лондоне смотровая башня ArcelorMittal Orbit высотой 115 м, напротив, отличается необычной формой, позволяющей рассматривать её как современную скульптуру.
С изобретением лифта в США начали возникать многоэтажные жилые и офисные здания башенного типа нового поколения, известные как небоскрёбы. Самые высокие жилые здания башенного типа, такие как Central Park Tower и Парк-авеню, 432 (оба — Нью-Йорк), достигают в высоту более чем 400 м. Из-за необычно большого отношения высоты к площади основания такие сверхвысокие здания известны как «башни-карандаши» (англ. pencil towers).
В XX веке широкое распространение получили радиотрансляционные и телебашни, самые высокие из которых превышают в высоту 500 м. В этот период башни также стали частью ряда крупных момументов. К числу таких конструкций относятся, в частности, Свадебная башня в Дармштадте (архитектор Й. Ольбрих, 1907—1908), неосуществлённые проекты «Памятник III Коммунистического интернационала» (В. Татлин, 1919—1920) и «Башня Тысячелетия» (Н. Фостер, 1997—2004).